# イースタン航空
イースタン航空（英語: Eastern Air Lines）は、1920年代後半から1991年まで運航していたアメリカ合衆国の航空会社。最盛期にはアメリカン航空、ユナイテッド航空、デルタ航空と共に"Big4"と呼ばれる 大手国内線航空会社であった。

## 航空会社コード
- IATA航空会社コード：EA
- ICAO航空会社コード：EAL

## 旧社（初代イースタン航空）の歴史
ここでは、1926年から1991年まで営業していた初代イースタン航空について記述する。

### 設立

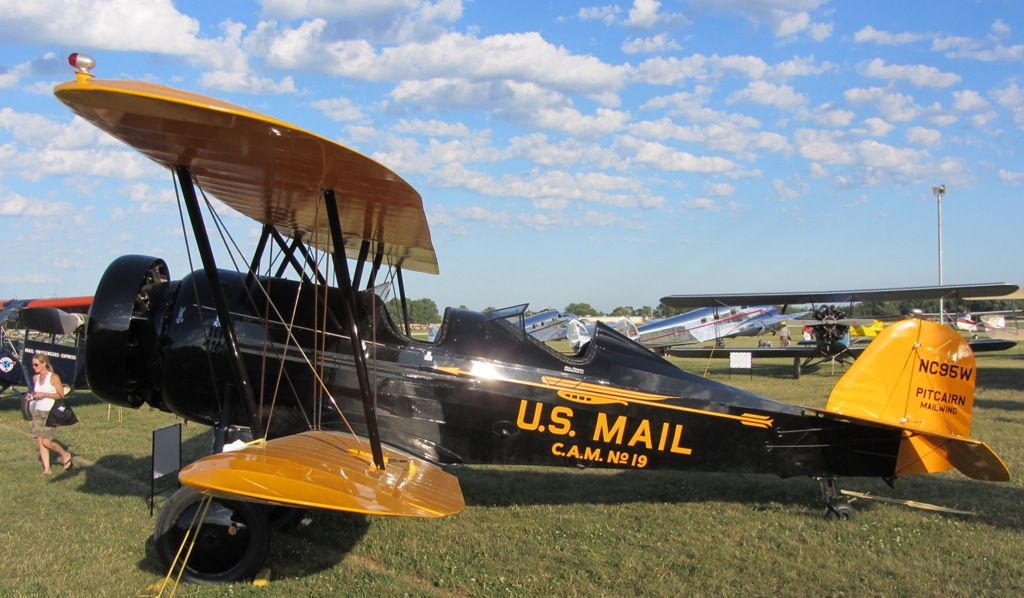
ピトケアン・メールウィング 単発航空機

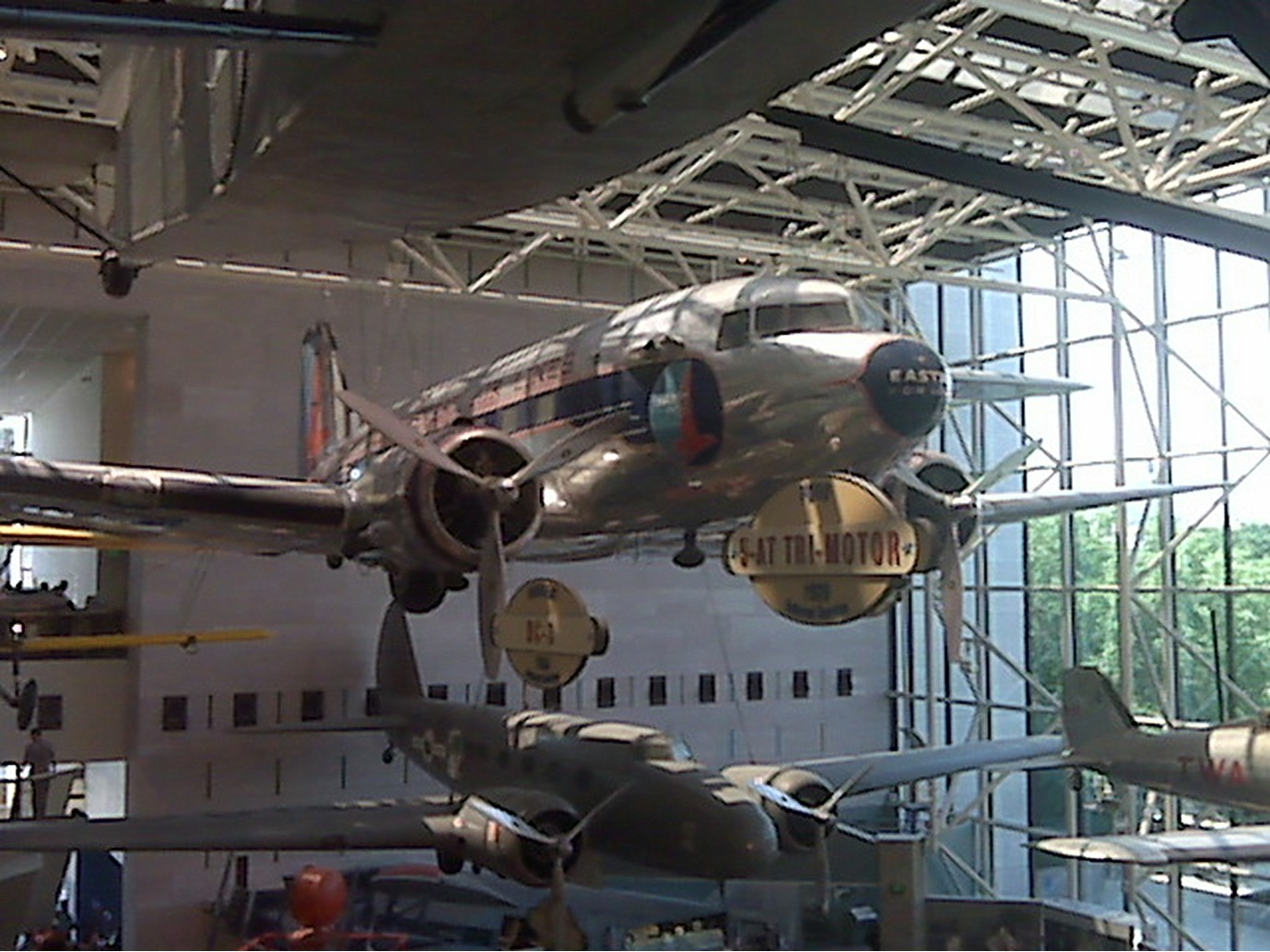
国立航空宇宙博物館に展示されているイースタン航空のDC-3

初代イースタン航空は、1926年4月19日、ハロルド・フレデリック・ピトケアンによって、ピトケアン・アビエーション (Pitcairn Aviation)として設立された。同社はメールウイング（Mailwing）単発航空機を運航し、連邦政府との間で、ニューヨークとアトランタ間に国内郵便輸送のための契約を行った。
その後19の路線を契約し、業容を拡大していったが、1929年にNorth American Aviation Corporation(NAAC)のオーナーである、クレメント・メルヴィル・キーズ(Clement Melville Keys) に買収され、NAACのイースタン・ディビジョンとなった。1930年にはイースタン・エア・トランスポート(Eastern Air Transport)に改称。さらに後に、イースタン航空 (初代・Eastern Air Lines)に改名している。
イースタン航空は複数の航空会社を買収し、その名の通りアメリカ東海岸を中心に路線網を拡大していったが、大陸横断路線の許認可を得ることが出来ず、業績は低迷するようになった。この大陸横断路線を開設できなかったことが、後々までイースタンの経営に影を落とすことになる。

### 第二次世界大戦以降

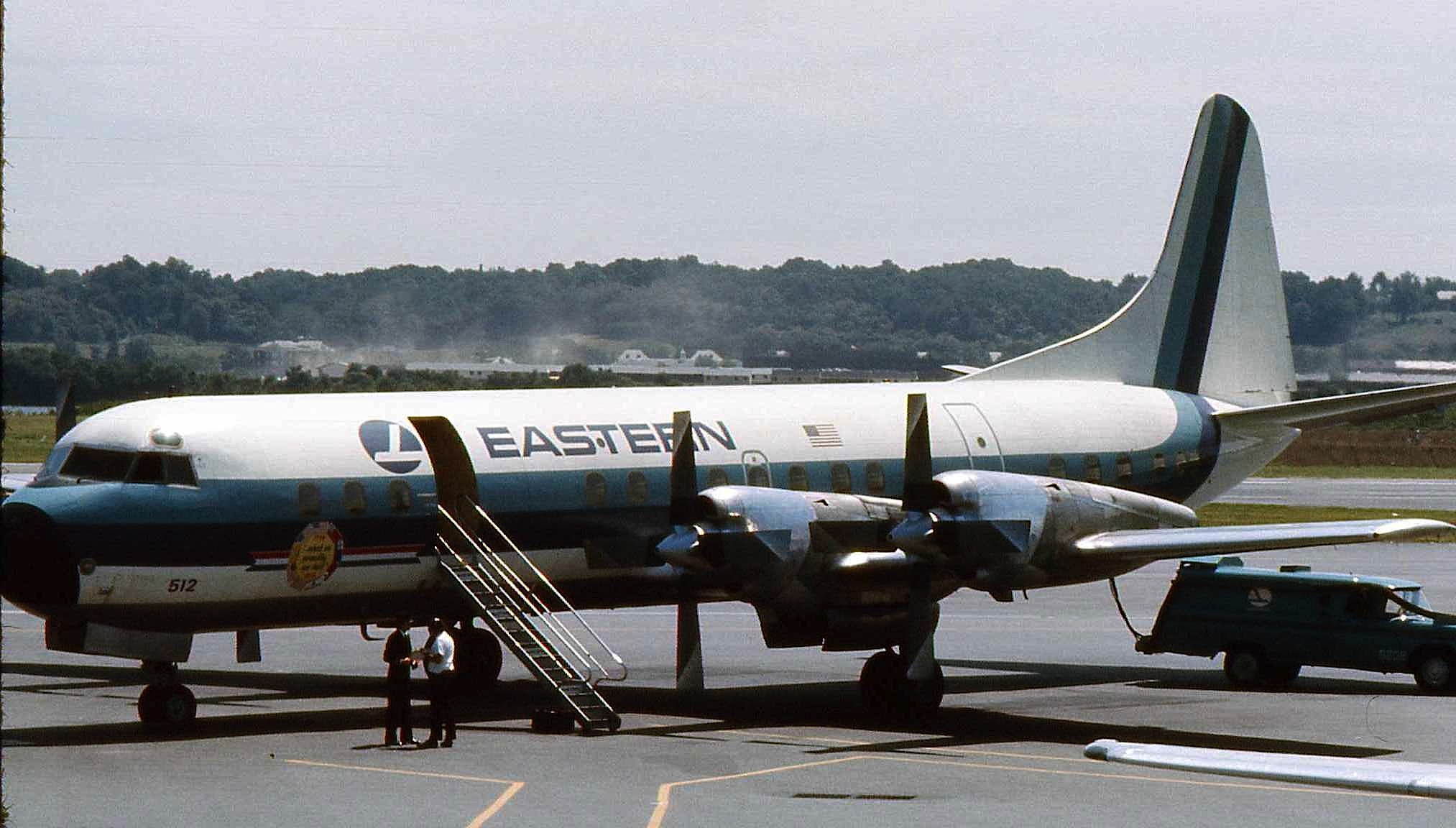
ロッキード L-188エレクトラ

1938年、イースタン航空は、第一次世界大戦でアメリカ陸軍航空隊（後のアメリカ空軍）のエース・パイロットとして活躍したエディー・リッケンバッカー(Eddie Rickenbacker)によって買収された。戦後、リッケンバッカーはイースタン航空を急成長させた。ダグラス DC-4やロッキード コンステレーションやロッキード L-188 エレクトラといった機材を導入し、収益性の高いニューヨーク - マイアミ間の路線を開設。さらにカナダやバミューダ諸島まで路線を広げた。
しかし、イースタン航空がロッキード・エレクトラを導入した1959年、競合他社はDC-8やコンベア880、ボーイング707といったジェット旅客機を就航させており、イースタン航空は厳しい戦いを強いられた。さらに操縦士と航空機関士の対立やストライキなどによってサービスも低下し、業績は悪化。1961年には念願の大陸横断路線開設を申請したが、再び失敗し、許認可はライバルのデルタ航空やナショナル航空に下りてしまった。

### シャトル便の開設
こうした中、リッケンバッカーは1959年に社長を辞任、アメリカン航空の弁護士だったマクインタイヤが社長となる。マクインタイヤのもとで、イースタン航空は遅まきながらボーイング720やボーイング727といったジェット旅客機を導入したほか、「予約無しで乗れる」をモットーにしたアメリカ東海岸でのシャトル便を開始した。このシャトル便は日本の東京-大阪間で運航されている同名のものと違い、予約不要で乗ることが出来、また満席の場合は続行便が増便されるので必ず希望便に乗ることが出来た。
このイースタン航空初のシャトル便は、ロッキード・エレクトラによるラガーディア空港-ロナルド・レーガン・ワシントン・ナショナル空港-ローガン国際空港の便であった。これは1980年代末に手放すまで高収益路線であったが、このシャトル便をニューヨーク - マイアミ間にも広げたところ、これが失敗に終わってしまう。また、労働組合との軋轢も悩みの種となった。マクインタイヤは古巣のアメリカン航空との合併を図ったが、これにも失敗。1963年、相次ぐ失敗の責任を取って辞任し、トランス・ワールド航空の副社長だった、フロイド・ホールが社長となった。

### 大陸横断路線とさらなる拡張

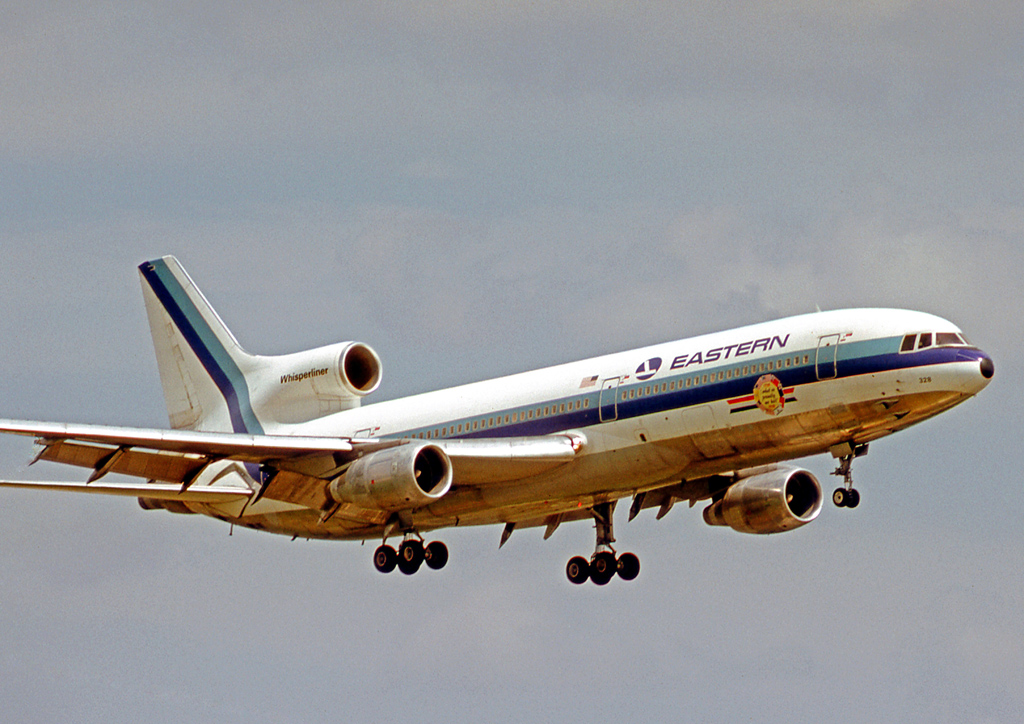
ロッキード L-1011-1 トライスター

ホールの元で、イースタン航空はディズニー・ワールドのオフィシャル・エアラインとなり、1967年には念願だった大陸横断路線の認可を得て、ポートランド、シアトルへ就航、さらに1969年にはロサンゼルスへと路線を拡げた。また、マッキー・エアウェイズを買収してカリブ海にも路線を拡げた。
1972年4月、初のワイドボディ機としてロッキード L-1011 トライスターを導入し、そのローンチカスタマーとなった。ところが、就航間もない同年12月29日に、そのトライスターで墜落事故（イースタン航空401便墜落事故）を起こしてしまった。さらに1974年と1975年と短い間に大きな航空事故をいくつも起こしてしまい、イメージが悪化。業績にも悪影響を及ぼすことになった。

### つかの間の栄光

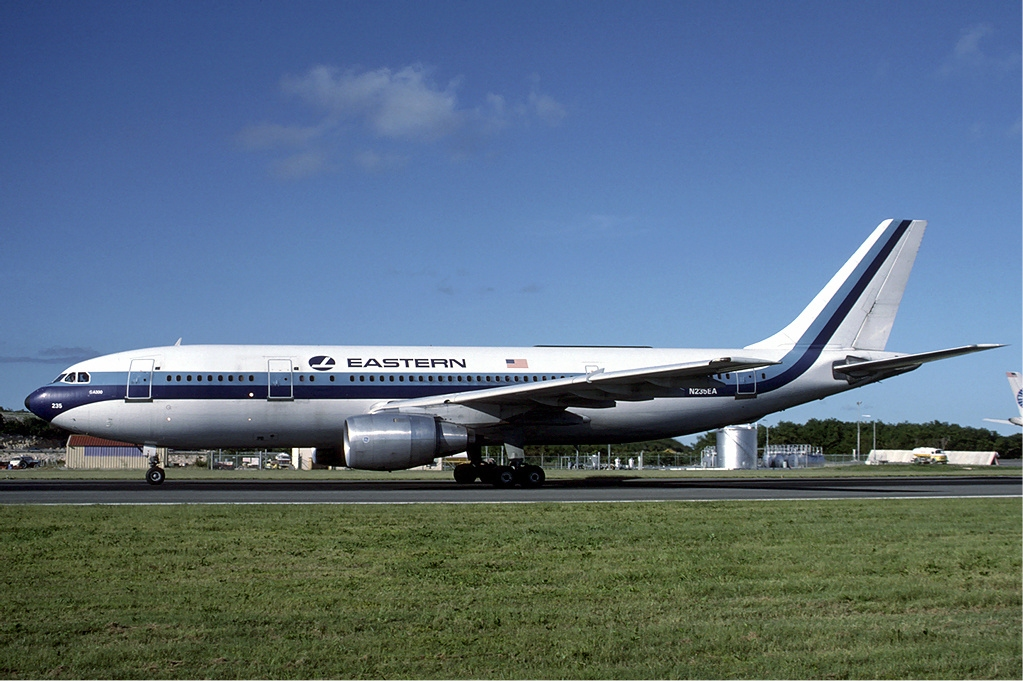
エアバスA300

1975年、ホールは体調を崩して社長を辞任、代わって副社長のフランク・ボーマンが社長となった。ボーマンはアポロ8号の宇宙飛行士（船長）であり、その知名度を活かして自らテレビCMに出演、イースタン航空のイメージアップを図った。また、長らくイースタン航空経営陣を悩ませてきた労働組合問題に対しては、賃金アップの凍結の代わりに企業の利益を配分するVEPを導入した。
さらにボーマンは新鋭機材エアバスA300を投入し、運営効率の向上を図った。エアバスA300はそれまで10数機しか発注が無かったが、アメリカの大手であるイースタン航空が採用したことによって採用するアメリカの航空会社が増えた。これによって、エアバスはアメリカ市場への参入に成功し、エアバスが世界を二分する旅客機メーカーへと飛躍するきっかけとなった。
こうした改革により、イースタン航空は1976年から4年連続で大幅な利益を出すことに成功し、イースタン航空は全米でも屈指の大手航空会社となった。

### 航空規制緩和と他社との接戦
しかし、ボーマンによる改革の成果は長続きしなかった。1978年10月28日、当時のアメリカ合衆国大統領であったジミー・カーターによって航空規制緩和法(Airline Deregulation Act)が制定された。これによって当時参入が規制されていたアメリカの航空業界は大幅な規制緩和が行われ、新規航空会社が自由に参入し、運賃設定も自由にできるようになった。
それによって、イースタン航空は展開の自由度が高まり、マイアミ-ロンドン線などの長距離国際線にも進出できるようになった。しかし、一方では新規参入してくる格安航空会社との接戦が始まった。もともと人件費や固定費のコストが高いイースタン航空は、低運賃を武器に攻勢を強める新しい航空会社や、デルタ航空などの他の大手航空会社との戦いで苦戦を強いられた。また、ボーマンが導入した新型機の導入コストが大きな負債となって重くのしかかってくるようになった。
1980年、ボーマンに代わって社長となったチャールズ・ブライアンは、労組寄りの人物でVEPを拡大したために、イースタン航空の業績は急速に悪化。再び赤字に転落した。

### 旧社の経営破綻
業績が悪化したイースタン航空は賃金カットを提示し、また倒産したブラニフ航空から南アメリカ路線を買収して立て直しを図った。しかし、賃金カットには失敗し、南アメリカ路線も収益拡大には寄与せず、さらに、追い打ちをかけるかのように、1985年1月1日にイースタン航空980便墜落事故まで発生した。
このため、1986年2月にイースタン航空の経営陣は同社をテキサス・インターナショナルに売却することを決定した。テキサス・インターナショナルを率いるフランク・ロレンツォは、経営危機に陥っていたコンチネンタル航空を連邦倒産法第11章適用という荒療治で再生した実績を持っており、経営陣はイースタン航空をコンチネンタル航空のように再生を期待したが不発に終わった。
1989年、ロレンツォはついに連邦倒産法第11章の適用を申請し、一部の機材や空港施設、路線を4億5千万ドルで売却。ドル箱路線だったニューヨーク - ワシントンD.C.やボストンとの間のシャトル便も「不動産王」と呼ばれる億万長者のドナルド・トランプ（後の第45代合衆国大統領）へ3億5千万ドルで売却した。しかし、これだけ資産を売却したにもかかわらず、1989年の業績は8億ドルもの赤字に終わった。
こうして、かつてはアメリカの4大航空会社の一つと言われ、シャトル便の開設やエアバス機の導入などで世界の民間航空業界に大きな影響を与えたイースタン航空も、この頃にはその栄光は見る影も無くなり、ローカル航空会社へと転落していた。
旧社最後の社長となったマーチン・R・シャグルは、サービス向上を図り、顧客を呼び戻すためのキャンペーンを展開したが、結果は5億ドルの赤字に終わった。
1991年1月に湾岸戦争が始まり、航空需要が落ち込むと、イースタン航空にはそれに耐える力は残っていなかった。
1991年1月18日の深夜をもって、初代イースタン航空は全ての運航を停止し、その歴史に幕を閉じた。

## 二代目イースタン航空

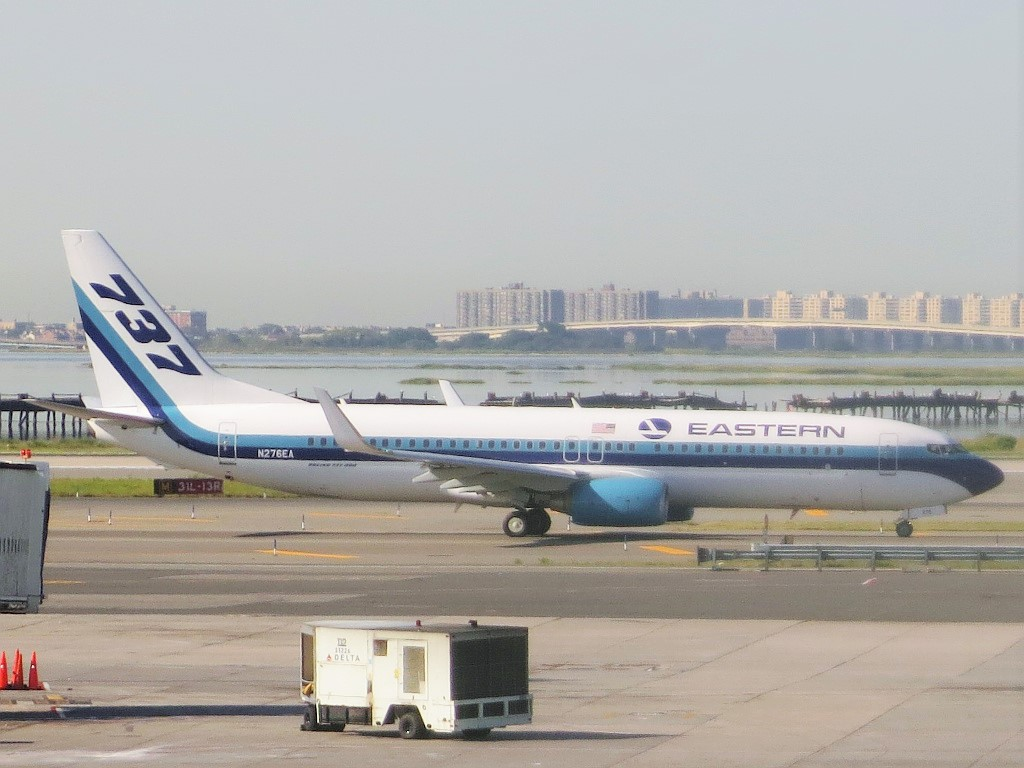
新生イースタン航空のボーイング737-800(N276EA)

2009年、フロリダ州のある企業グループが、初代イースタン航空の商標などを買い取った。2012年に、その企業グループによって、二代目のイースタン航空を運営する新会社"イースタン・エアライン・グループ（Eastern Air Lines Group, Inc.）"が設立された。その後、二代目イースタン航空は、2015年にチャーター航空会社として復活したが、経営不振に陥った末2017年にスウィフト航空に機材と事業を譲渡した。二代目イースタン航空は2015年から日本の三菱航空機製国産ジェット機Mitsubishi SpaceJetを40機発注していたが、2018年1月には発注をすべてキャンセル、最終的に航空事業の継続を断念し、イースタン航空の完全復活は適わなかった。
- 2014年1月 - 連邦航空局へ事業開始の申請を行う[4]
- 2014年5月 - ボーイング737（B737-800 10機、B737MAX 10機）を発注[5]。
- 2014年7月 - 三菱航空機が開発中のMitsubishi SpaceJetの購入に関する覚書を締結したと発表[6][7]
- 2014年12月 - 最初の機材であるボーイング737（ケニア航空の中古機）がマイアミ国際空港に到着。この機材（機体番号:N276EA）は初代イースタン航空の社長だったエディー・リッケンバッカーの名を冠し「The Spirit of Captain Eddie Rickenbacker」と命名された[8]。2015年春からチャーター便の運航を開始する予定と発表[9]。
- 2015年5月28日 - ハバナ・エアと提携し、マイアミ国際空港 - ハバナ・ホセ・マルティ国際空港のチャーター便を運航すると発表[10]。
- 2015年6月 - マイアミ - ハバナのチャーター便運航を開始[11]。
- 2017年6月 - スウィフト航空に事業を譲渡[12]。
- 2018年1月 - MRJの発注を全機キャンセル

## 三代目イースタン航空
2代目イースタン航空の破綻後、2017年7月に連邦破産法第11章の適用を申請して経営破綻したダイナミック航空 が、スウィフト航空の出資を受け、スウィフト航空が持っていた「イースタン航空」の商標を使い、3代目の「イースタン航空」(Eastern Airlines, LLC)として再生を目指すことになった。

## 旧社が所有していた主な機材
機材の塗装は1964年以降、白地に濃淡のブルーのストライプ（そのラインの形から「ホッケースティック」と呼ばれていた）が入れられていた。1980年代に入って経営が悪化すると経費節減などの観点から、エアバスA300以外は白い塗装が省略され、濃淡ブルーのラインも窓の部分から窓の下へと移された。
ボーイング製航空機の顧客番号（カスタマーコード）は25だった。
太字はローンチカスタマーとなった機材
- ダグラス DC-4
- ダグラス DC-6
- ダグラス DC-7B
- ダグラス DC-8
イースタン航空のDC-8の何機かは日本航空にリースされたり、売却されたりしている。それらは日本航空が発注したDC-8とはコックピット装備などが異なっており、日本航空社内では「EALタイプ」と呼ばれていた。日本航空350便墜落事故を起こしたJA8061（←N8775）もそのうちの一機である。
- ダグラスDC-9
- マクドネル・ダグラス DC-10
- コンベア440
- ボーイング720
- ボーイング727
- ボーイング747-100（パンアメリカン航空からリースしたが、国内線主体のイースタンには輸送力が大きすぎて使いこなせず、トライスターを受領すると返却）
- ボーイング757
- ロッキード コンステレーション
- ロッキード L-188 エレクトラ
- ロッキード L-1011 トライスター
- エアバスA300

- ロッキード コンステレーション
- コンベア440
- DC-6
- ロッキード L-188
- ボーイング720
- ボーイング727-100（塗装変更前）
- ボーイング727-200
- DC-8
- DC-9
- パンナムからリースされたボーイング747(N735PA)
- ロッキード L-1011
- ボーイング757
- DC-10
- エアバスA300

## 旧社における航空事故
初代イースタン航空は、いくつかの航空事故を起こしている。以下は、年代別に並べたものである。

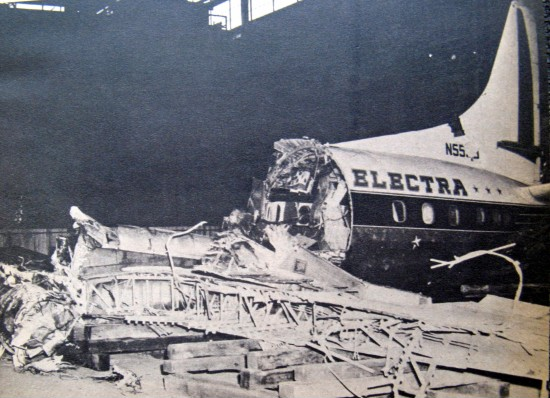
イースタン航空375便の残骸

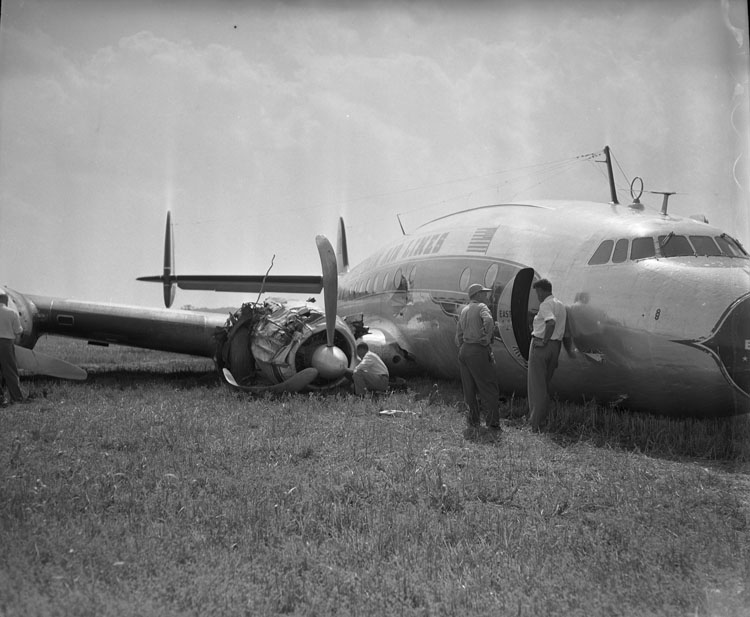
事故後の601便

- イースタン航空21便墜落事故 (1941年)
- イースタン航空375便墜落事故 (1960年10月4日)
- イースタン航空512便墜落事故 (1962年11月30日)
- イースタン航空304便墜落事故 (1964年2月25日)
- イースタン航空663便墜落事故 (1965年2月8日)
- 1965年ニューヨーク空中衝突事故（1965年12月4日）
- イースタン航空401便墜落事故 (1972年12月29日)
- イースタン航空212便墜落事故 (1974年9月11日)
- イースタン航空66便着陸失敗事故 (1975年6月24日)
- イースタン航空980便墜落事故 (1985年1月1日)